# Joachim Kersten (Soziologe)
Joachim Kersten (* 29. März 1948 in Neuss) ist ein deutscher Soziologe und Kriminologe.
Seinen ersten akademischen Abschluss erwarb Kersten 1972 mit dem M.A. für Sozialwissenschaften an der kanadischen McMaster University. Anschließend arbeitete er als Erzieher in Berlin und dort dann als Sachbearbeiter für Politische Bildung beim Bezirksamt Wedding. Von 1974 bis 1986 war er Sozialwissenschaftler am Deutschen Jugendinstitut in München. Während dieser Zeit wurde er 1981 an der Universität Tübingen promoviert. Dann lehrte er bis 1991 Kriminologie an der Universität Melbourne und arbeitete ein Jahr im Rahmen europäischer Studien an der Universität Maastricht, Niederlande. 1996 habilitierte er sich für Allgemeine Soziologie an der Universität Konstanz. Von 1999 bis 2001 war Kersten Professor für Politikwissenschaft (German Studies) an der Northwestern University in Evanston, Illinois. USA. Zudem war er von 1999 bis 2007 Professor an der Hochschule für Polizei Baden-Württemberg.
Von 2007 bis zu seiner Pensionierung 2013 war Kersten Professor für Allgemeine Polizeiwissenschaften an der Deutschen Hochschule der Polizei in Münster. Er ist an der Hochschule weiterhin als Gastprofessor für Kriminalsoziologie tätig.

## Schriften (Auswahl)
- Jugendstrafe. Innenansichten aus dem Knast. Fischer-Taschenbuch-Verlag, Frankfurt am Main 1980, ISBN 3-596-23813-7 (mit Christian von Wolffersdorff-Ehlert).
- Geschlossene Unterbringung in Heimen. Kapitulation der Jugendhilfe? 2. Auflage, Juventa, München 1996, ISBN 3-87966-369-6 (mit Christian von Wolffersdorff und Vera Sprau-Kuhlen).
- Gut und (Ge)schlecht. Männlichkeit, Kultur und Kriminalität. de Gruyter, Berlin/New York 1997, ISBN 3-11-015445-5.
- Der Kick und die Ehre. Vom Sinn jugendlicher Gewalt. Kunstmann, München 1999, ISBN 3-88897-227-2 (mit Hans-Volkmar Findeisen).
- Starke Typen. Iron Mike, Dirty Harry, Crocodile Dundee und der Alltag von Männlichkeit. Nomos, Baden-Baden 1997, ISBN 3-7890-4626-4 (Herausgeber mit Heinz Steinert).